# Научно-исследовательский институт глазных болезней

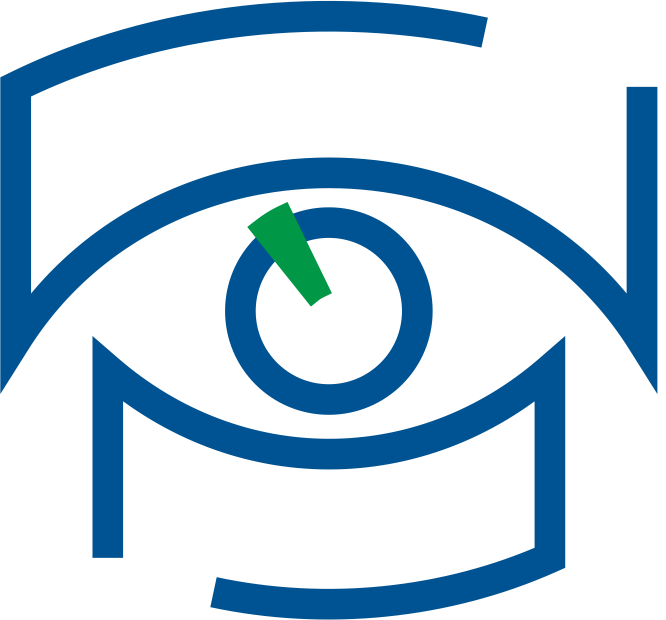
Логотип НИИГБ

ФГБНУ Научно-исследовательский институт глазных болезней имени М.М. Краснова (НИИ глазных болезней им. М.М. Краснова) — научное и лечебное учреждение в Москве, основанное 26 февраля 1973 года как «Всесоюзный научно-исследовательский институт глазных болезней».
Главными задачами института являются разработка новых методов диагностики, лечения и профилактики различных офтальмологических заболеваний, трансляция новых технологий в клиническую практику, подготовка научных кадров, обучение и повышение квалификации офтальмологов России и стран ближнего зарубежья.

## История и основные достижения
Первым директором НИИ глазных болезней с 1973 по 2001 год был академик АМН СССР профессор М.М. Краснов, с 2001 по 2016 год — академик РАН С. Э. Аветисов, с 2016 по 2018 год — профессор В. Р. Мамиконян, с 2018 по 2020 года временно исполняющий обязанности директора Г. В. Воронин, с 2020 года институтом руководит директор Юсеф Юсеф.
Значительный вклад в развитие отечественной и мировой офтальмологии внёс профессор М. М. Краснов. Под его руководством были разработаны приборы для проведения лазерных глазных операций, предложены оригинальные методы лечения глаукомы при помощи лазерной энергии. В НИИ глазных болезней под его руководством была проведена первая в СССР имплантация искусственной линзы больному после удаления хрусталика, а также единственная в мире операция реконструкции видящего глаза из двух слепых у пациента после обширного ожога. Работы сотрудников института, выполненные под руководством М. М. Краснова, легли в основу ряда важных направлений развития лазерной офтальмологии в стране. Под его руководством был разработан первый в мире лазер для офтальмологии, работавший в режиме модулированной добротности — «Ятаган».
Значительный вклад в изучение заболеваний слёзной железы, в частности, при системных заболеваниях внесли сотрудники института. В 1970-е годы на базе института была сформирована первая в СССР группа исследователей синдрома Шегрена в составе ревматолога, стоматолога и офтальмолога.
Ряд исследований сотрудников института, выполненных под руководством С. Э. Аветисова, по рефракционной хирургии получил широкое внедрение в практику, в частности, впервые предложен и обоснован принцип коррекции аметропий после ранней хирургии врожденных катаракт.
Сотрудники института Ю. Н. Юсеф, А. А. Касьянов, А. С. Введенский, Е. Г. Рыжкова регулярно публикуются в Вестнике офтальмологии.

## Структура института и его научная работа
Во главе института стоит директор. В состав дирекции входят также научный руководитель института (с 2016 года эту должность занимает академик РАН, профессор С. Э. Аветисов). Администрация института включает в себя главного врача и ученого секретаря. Клиническая часть института состоит из амбулаторно-поликлинического и трех хирургических отделений. Для организации их деятельности сформированы приемное отделение, а также ряд общеклинических подразделений, включая клинико-диагностическую лабораторию, отделение гипербарической оксигенации, централизованное стерилизационное отделение, аптека, рентгенологический, патоморфологический кабинеты.
Научная часть института включает в себя отделы, отделения и лаборатории. При институте создан диссертационный совет по специальности «глазные болезни».
На базе института работает кафедра глазных болезней Первого Московского медицинского института им. И. М. Сеченова.

### Отдел орбитальной и глазной реконструктивно-пластической хирургии
Сотрудники отдела проводят клинические исследования в отношении аномалий положений век, воспалительных заболеваний глазницы, а также оказывают помощь пациентам с последствиями травм глазницы. Ведется научно-исследовательская работа в отношении новых подходов к коррекции лагофтальма — несмыкания век. При коррекции такого состояния сотрудники отдела используют разработанные многочастные золотые имплантаты, утяжеляющие веко.

### Отделение патологии слезного аппарата
Основателем отделения стал пионер отечественной хирургии слезоотводящих путей профессор В. Г. Белоглазов.
Важным направлением в работе отделения является разработка и совершенствование визуализирующих диагностических методик. В отделении проводятся клинические исследования, направленные на повышение эффективности консервативного лечения и операций у пациентов с сужением и непроходимостью слезоотводящих путей, при дакриоцистите. Совместно с оториноларингологами сотрудники отделения проводят реконструктивные операции у пациентов со слезотечением. Приоритетным направлением работы является разработка и внедрение малоинвазивных низкотравматичных вмешательств при сужениях слезоотводящих путей. В частности, в отделении разработан баллонный катетер, с помощью которого возможно осуществлять пластику носослезного протока. Разработанные имплантаты позволяют значительно повысить эффективность проводимых оперативных вмешательств.
Другим важным направлением в научной деятельности отделения является разработка новых подходов для увеличения слезопродукции у пациентов с тяжелыми формами синдрома сухого глаза, в частности, при системных заболеваниях, включая болезнь Шегрена и аутоиммунных заболеваниях с вовлечением слезной железы. Также в отделении разработаны новые подходы к лечению сухого кератоконъюнктивита с применением оригинальных контактных линз, малоинвазивные процедуры при лечении хронического блефарита.

### Отдел рефракционных нарушений
Наиболее приоритетными научными направлениями отдела рефракционных нарушений НИИ глазных болезней являются разработка и внедрение в рутинную клиническую практику новых методов диагностики, коррекции и лечения различных дефектов оптической системы глаза. Функционирующая в составе отдела собственная оптико-механическая лаборатория позволяет изготавливать индивидуальные контактные линзы, имеющие сложную конформацию, если выпускаемые промышленным способом линзы не подходят пациенту. Сотрудниками разработан способ оценки липидного компонента слезной жидкости у пациентов, пользующихся контактными линзами — тиаскопия. В отделе разработан и научно обоснован алгоритм ранней диагностики кератоконуса, ведутся разработки новых перспективных оперативных вмешательств при этой патологии.

### Отдел патологии роговицы

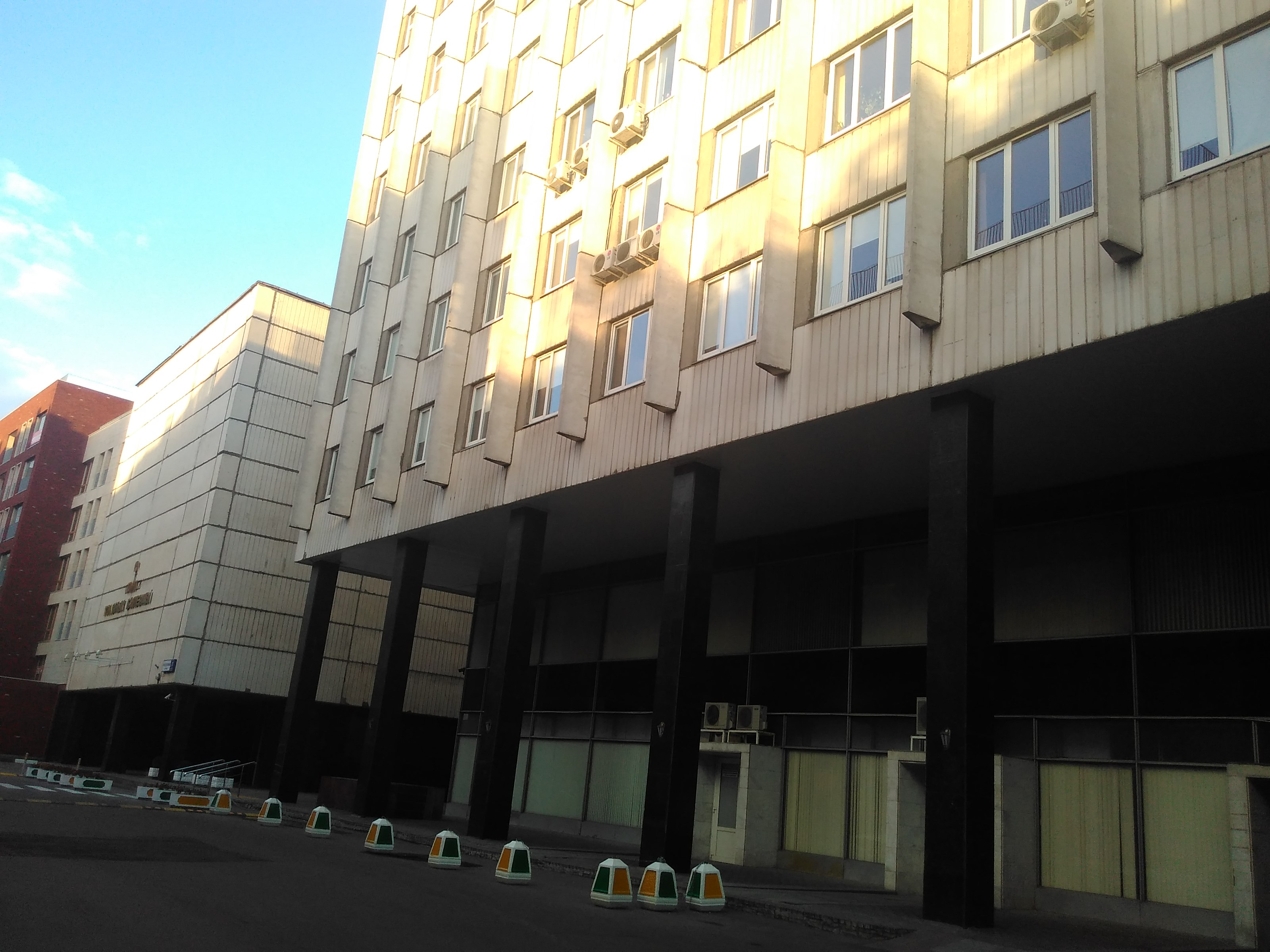

Отдел патологии роговицы был основан профессором А. А. Каспаровым.
К основным научным направлениям отдела патологии роговицы относится разработка диагностических мероприятий и определение алгоритмов комплексного лечения воспалительных и дистрофических заболеваний роговицы и переднего отрезка глаза. Оригинальной разработкой сотрудников отдела является метод персонифицированной клеточной терапии при различных заболеваниях роговицы. Значительный вклад сотрудники отдела внесли в проблему лечения герпетической инфекции глаза, с 1975 по 1992 год на базе отдела функционировал Всесоюзный консультативно-диагностический центр Минздрава СССР по лечению и профилактике офтальмогерпеса.
В структуре отдела патологии роговицы НИИ глазных болезней находится глазной банк, который обеспечивает работу с донорским материалом, осуществляя его изучение, консервацию и подготовку к использованию. Это позволяет развиваться одному из значимых направлений клинических исследований: проблеме корнеотрансплантации. На базе отдела осуществляется совершенствование известных и создание новых технологий пересадки роговицы.

### Отдел глаукомы
Деятельность отдела глаукомы заключается в организации фундаментальных и прикладных исследований, касающихся вопросов патогенеза, диагностики, лечения и мониторинга глаукомы.
Сотрудниками отдела были предложены и апробированы различные диагностические подходы в отношении глаукомы, а также разработаны новые приемы консервативного и хирургического лечения этого состояния. Активно ведутся исследования биомеханических свойств фиброзной оболочки глаза, изучение оксигенации тканей поверхности глаза и болевого синдрома при глаукоме, проводятся исследования в отношении клеточной терапии нейродегенеративных заболеваний.
Отдельной задачей научной работы отдела является разработка диагностических мероприятий, направленных на определение индивидуальной нормы внутриглазного давления, основанной на изучении глазного кровотока — флоуметрии.

### Отдел современных методов лечения в офтальмологии
К научным задачам отдела современных методов лечения в офтальмологии относится разработка и клиническая апробация передовых технологий при удалении катаракты. Активно проводятся клинические исследования, направленные на изучение применения различных источников энергии при фрагментации хрусталика, в частности, использование ультразвука и лазера. Самостоятельным направлением клинических исследований является разработка оперативных приемов при удалении осложненной катаракты, в частности, в случаях смещения хрусталика, а также при сочетанной глазной патологии. На базе отдела осуществляется апробация новых подходов к расчетам оптической силы интраокулярных линз у пациентов, перенесших ранее лазерную коррекцию зрения.

### Отделение сосудистой и витреоретинальной патологии
Основная научная деятельность отделения связана с разработкой новых методик диагностики и лечения заболеваний сетчатки. В частности, сотрудники отделения проводят клинические исследования у пациентов с диабетической ретинопатией и тромбозом вен сетчатки, а также при врожденных сосудистых аномалиях, разрабатывают тактику лечения у пациентов с макулярным отверстием, эпимакулярным фиброзом, макулярным отеком и возрастной макулярной дегенерацией. Также проводятся исследования, касающиеся увеитов и внутриглазных опухолей.

### Отделение морфо-функциональной диагностики
В отделении морфо-функциональной диагностики разрабатываются и клинически апробируются новые технологии ультразвукового исследования глаза и его придатков, а также известные и инновационные методики электрофизиологического исследования. На основании результатов проведенных исследований возможно прогнозирование клинических результатов проведенных офтальмохирургических вмешательств, а также возможно осуществление точной оценки результативности проведенных воздействий.

### Лаборатория фундаментальных исследований в офтальмологии
Лаборатория создана для решения задач, связанных с осуществлением фундаментальных и прикладных исследований глаза и его придатков. В распоряжении лаборатории есть оптическая микроскопия, а также трансмиссионный и сканирующий электронные микроскопы с энергодисерсионным спектрометром, что позволяет проводить всестороннее морфологическое, гистологическое, цитологическое исследование, а также осуществлять элементный анализ представленных материалов.
В составе лаборатории выделена группа клеточных технологий, сотрудники которой осуществляют получение клеточный культур для последующего лабораторного исследования механизмов действия лекарств и моделирования патологических состояний. В лаборатории имеются сертифицированные зоны для осуществления культуральных исследований в асептических условиях. Сотрудники группы электронной микроскопии помимо поддержания основных научно-исследовательских работ института осуществляют разработку собственных методик анализа поступающих для изучения тканей и клеток, осуществляют разработку оригинального оборудования. Так, сотрудниками разработан оригинальный способ подготовки образцов для исследования их посредством сканирующей электронной микроскопии, связанный с лантаноидным контрастированием образцов, создан охлаждаемый столик для сканирующего электронного микроскопа, а также разработан оригинальный детектор католюминисценции для исследования прозрачных объектов.

### Научно-исследовательская лаборатория лазерных технологий
Задачами научно-исследовательской лаборатории лазерных технологий является разработка, клиническая апробация и внедрение новых технологий в офтальмохирургию, связанных с применением лазерного излучения. Сотрудники отделения изучают воздействие лазерной энергии на ткани глаза, разрабатывая оперативные вмешательства на роговице, угле передней камеры глаза при глаукоме, на радужке, при коррекциях формы зрачка, на структурах хрусталика и искусственных интраокулярных линзах, а также в стекловидном теле и на сетчатке. В рамках научно-исследовательской работы разрабатываются новые лазерные установки для их последующего использования в практической офтальмологии

### Отдел клинических исследований в офтальмологии
Основными направлением деятельности отдела является организация и контроль за осуществлением клинических исследований биологически активных веществ, лекарственных средств, а также технологий, материалов, изделий медицинского назначения и медицинской техники. Сотрудники отдела осуществляют сбор, обобщение и анализ информации, относящейся к проведению исследований. Сотрудники отдела прошли обучение и сертификацию в соответствии с международными стандартами, поэтому имеют возможность принимать участие в многоцентровых международных клинических исследованиях.

### Научно-организационный отдел
Научно-исследовательский отдел организует научную и учебную деятельность института. Также в функции отдела входит организация обеспечения пациентов квотами на высокотехнологическую медицинскую помощь. Отдел осуществляет информирование и обеспечивает участие сотрудников института в проходящих научных конференциях и симпозиумах, ведет патентоведческую и документоведческую работу, а также обеспечивает компьютерное обеспечение деятельности НИИ глазных болезней.

## Клиническая деятельность института
В НИИ глазных болезней оказывают амбулаторную и стационарную помощь пациентам с глазными болезнями, а также осуществляют профилактические осмотры. Институт оказывает услуги в рамках программы государственных гарантий, осуществляет высокотехнологичную медицинскую помощь, а также оказывает услуги на договорной основе.
Специалисты института проводят консервативное и оперативное лечение органа зрения и его придатков, в частности, осуществляют пластические и реконструктивные операции на веках и глазнице, операции на слезных органах, в частности, эндоскопические, проводят коррекцию косоглазия, лазерные рефракционные и другие операции на роговице, по поводу глаукомы и катаракты, а также при заболеваниях сетчатки.
Стационар института рассчитан на 180 пациентов, операции осуществляют в 11 операционных залах.

## Издательская деятельность института

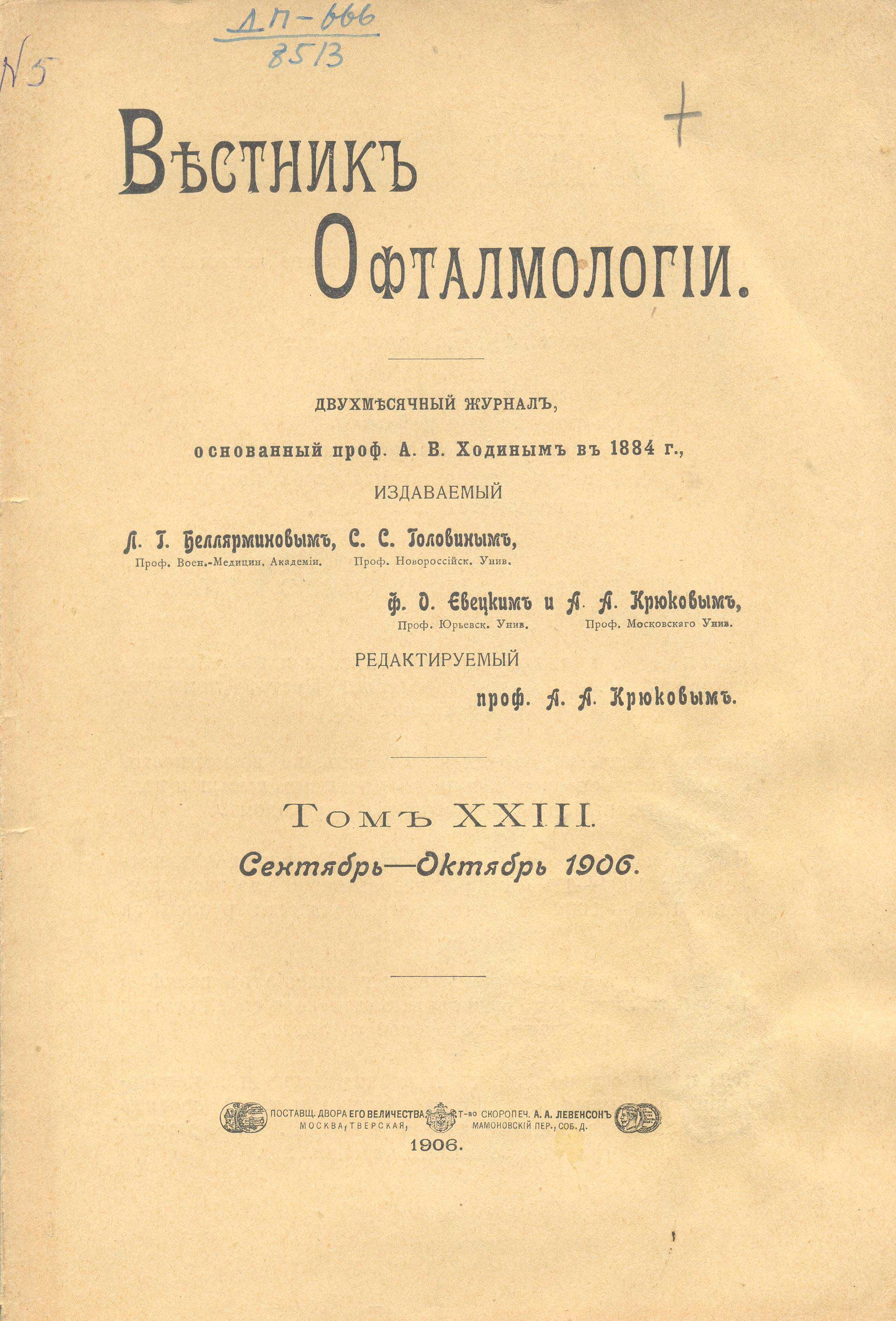
Журнал «Вестник офтальмологии» издается с 1884 года

При непосредственном участии НИИ глазных болезней издается два специализированных журнала. Научный руководитель НИИ глазных болезней академик РАН профессор С. Э. Аветисов является главным редактором «Вестника офтальмологии» — старейшего в России журнала, посвященного глазным болезням. Руководитель отдела глаукомы профессор В. П. Еричев является главным редактором «Национального журнала „Глаукома“». При участии НИИ глазных болезней и Московского научного общества офтальмологов регулярно издается специализированная газета «Поле зрения».
По инициативе НИИ глазных болезней выпущены книги, в частности «Избранные лекции по офтальмологии», «Дискуссионные вопросы офтальмологии», «Посвящение. Михаил Михайлович Краснов в воспоминаниях», «Вопросы лазерной офтальмологии», «Ультразвуковое исследование глаза и тканей орбиты при саркоидозе», «Трабекулэктомия: практические советы», «Осложнения дренажной хирургии глаукомы», «Медикаментозная гипотензивная терапия глаукомы», «Лазерное лечение глауком», «История офтальмологии в лицах, событиях, очерках», «Юрий Захарьевич Розенблюм в воспоминаниях», «История офтальмологии в лицах», «Фотобиомикроскопия. Иллюстрированные рекомендации».
Сотрудники института явились редакторами перевода таких изданий, как «Клиническая офтальмология: систематизированный подход» (Дж. Кански), «Витреоретинальная хирургия» (Абдхиш Р. Бхавсара), «Хирургия косоглазия» (Джон Д. Феррис, Питер И. Дж. Дэйвис), «Окулопластика» (Джон А. Лонг), «Хирургия глаукомы» (Т. Чен) и др.